# Bryodemella
Bryodemella is een geslacht van rechtvleugeligen uit de familie veldsprinkhanen (Acrididae). De wetenschappelijke naam van dit geslacht is voor het eerst geldig gepubliceerd in 1982 door Yin.

## Soorten
Het geslacht Bryodemella omvat de volgende soorten:
- Bryodemella diamesum Bey-Bienko, 1930
- Bryodemella elegans Li, 1997
- Bryodemella gansuensis Zheng, 1985
- Bryodemella holdereri Krauss, 1901
- Bryodemella nigrifemura Yin & Wang, 2005
- Bryodemella nigripennis Zheng, Zhang & Zeng, 2011
- Bryodemella tuberculata Fabricius, 1775
- Bryodemella xinjiangensis Yin & Wang, 2005
- Bryodemella xizangensis Yin, 1984
- Bryodemella orientale Bey-Bienko, 1930
- Bryodemella semenovi Ikonnikov, 1911
- Bryodemella zaisanicum Bey-Bienko, 1930